# Раеліана: Наречена герцога за контрактом
Раеліана: Наречена герцога за контрактом (кор. 그녀가 공작저로 가야 했던 사정, трансліт. Geunyeoga Gongjagjeolo Gaya Haessdeon Sajeong, яп. 彼女が公爵邸に行った理由, латиніз.: Kanojo ga Kōshaku-tei ni Itta Riyū) — південнокорейська веб-новела, яку написав Milcha. Новела виходила на платформі компанії Kakao для поширення творів та коміксів, KakaoPage, з 19 вересня 2016 року. Вебтун-адаптація, ілюстрована автором Whale, почала виходити на KakaoPage 3 вересня 2017 року. Адаптація у форматі аніме-телесеріалу від студії Typhoon Graphics виходила з квітня по червень 2023 року.

## Сюжет
Пак Инха, що жила в сучасному Сеулі, помирає, та перероджується у новелі як побічний персонаж, Раеліана МакМіллан, якій судилося за сюжетом померти. Аби запобігти своїй смерті, Раеліана домовляється з герцогом Ноа Вольстером Віннайтом, головним чоловічим героєм, та прикидається бути з ним зарученою в обмін на те, що буде тримати в таємниці розташування Королівської печатки, про яке вона знає з сюжету самої новели.

## Персонажі

### Головні
Раеліана МакМіллан (кор.: хангиль: 레리아나 맥밀런), (Reriana Makumiran (яп. レリアナ・マクミラン)) / Пак Инха (кор.: хангиль: 박은하) / Ханасакі Рінко (яп. 花咲凛子, Гепберн: Hanasaki Rinko)
Сейю: Мі Чан (корейська); Міямото Юме (японська);
Ноа Вольстер Віннайт (кор.: хангиль: 노아 벌스테어 윈나이트), (Noa Borusutea Winnaito (яп. ノアボルステア・ウィンナイト))
Voiced by: Кан Сон-У (корейська); Умехара Юйчіро (японська)
Беатріс Транше (кор.: хангиль: 베아트리스 트란쳇), (Beatorisu Toranche (яп. ベアトリス・トランチェ))

## Медіа

### Новела
Новела, яку написав Milcha, почала виходити на платформі KakaoPage 19 вересня 2016 року. Вона складалась зі 159 розділів, та була видана у трьох томах і одному додатковому томі з окремими розповідями.
Цифровий англійський переклад новели вийшов ексклюзивно у застосунку Tappytoon.

#### Томи
| №               | Дата виходу (Корейська) | ISBN (Корейська)       |
| --------------- | ----------------------- | ---------------------- |
| 01              | 28 грудня 2016          | ISBN 979-11-70337-75-1 |
| 02              | 28 грудня 2016          | ISBN 979-11-70337-76-8 |
| 03              | 28 лютого 2017          | ISBN 979-11-70339-28-1 |
| побічна історія | 17 серпня 2018          | ISBN 979-11-62686-50-8 |

### Вебтун
Вебтун-адаптація, ілюстрована автором Whale, виходила на платформі KakaoPage з 3 вересня 2017 року по 22 березня 2021 року. Усього було видано дев'ять томів вебтуна видавництвом D&C Media.
Вебтун видається у цифрі англійською у Tappytoon, у Японії у цифрі — Piccoma, друком — компанією Kadokawa Shoten. У жовтні 2021 року, Yen Press заявили, що отримали ліцензію на друковане видання англійською мовою. В Україні, видавництво Mimir Media з 2021 року видало 4 томи.

#### Томи
| № | Корейська         | Корейська              | Англійською       | Англійською            |
| № | Дата виходу       | ISBN                   | Дата виходу       | ISBN                   |
| - | ----------------- | ---------------------- | ----------------- | ---------------------- |
| 1 | 22 липня 2019     | ISBN 979-11-97315-68-8 | 28 червня 2022    | ISBN 978-1-97-534108-4 |
| 2 | 25 листопада 2019 | ISBN 979-11-97315-69-5 | 22 листопада 2022 | ISBN 978-1-97-534110-7 |
| 3 | 12 серпня 2020    | ISBN 979-11-91363-81-4 | 18 квітня 2023    | ISBN 978-1-97-534112-1 |
| 4 | 4 січня 2021      | ISBN 979-11-97303-81-4 | 18 липня 2023     | ISBN 978-1-97-534114-5 |
| 5 | 28 червня 2021    | ISBN 979-11-91363-91-3 | 21 листопада 2023 | ISBN 978-1-97-536692-6 |
| 6 | 30 серпня 2021    | ISBN 979-11-67770-03-5 | 16 квітня 2024    | ISBN 978-1-97-536695-7 |
| 7 | 3 січня 2022      | ISBN 979-11-67770-16-5 | 23 липня 2024     | ISBN 978-1-97-539208-6 |
| 8 | 10 квітня 2023    | ISBN 979-11-67770-84-4 | —                 | —                      |
| 9 | 2 серпня 2023     | ISBN 979-11-67771-12-4 | —                 | —                      |

### Відеогра
Відеогра-адаптація новели в жанрі романтика, розроблена компанією SHIFT UP Corp., вийшла 27 травня 2021 року. Планується англійський та японський переклади.

### Аніме
Адаптація в аніме-телесеріал була анонсована 4 липня 2022 року. Над нею працювала студія Typhoon Graphics, режисером був Джюн'ічі Ямамото, сценаристом — Хірота Міцутака, дизайнером персонажів — Хашімото Харуно, композитором — Інай Кейджі. Серіал виходив з 10 квітня по 26 червня 2023 року по AT-X та інших мережах. Вступна тема — «Survive» від MindaRyn, а завершальна — «Always and Forever» від Serra. MindaRyn також виконали «Fireworks», вставну пісню завершальної теми шостого епізоду. Crunchyroll отримали ліцензію на випуск аніме поза межами Азії, і випускають зокрема дубльовану англійською мовою версію серіалу.